# 复仇三联画

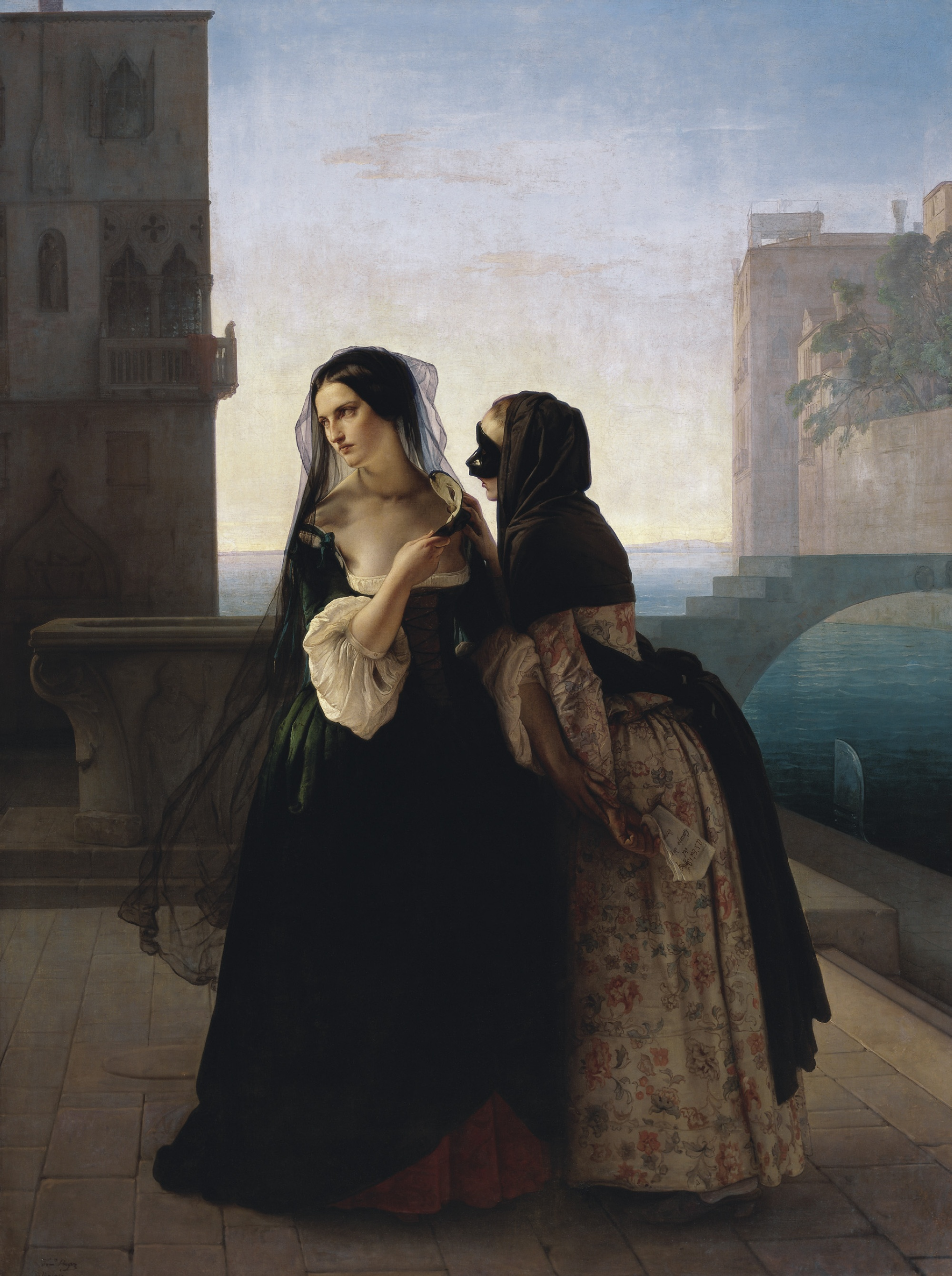
《复仇宣誓》 （1851），237x178cm

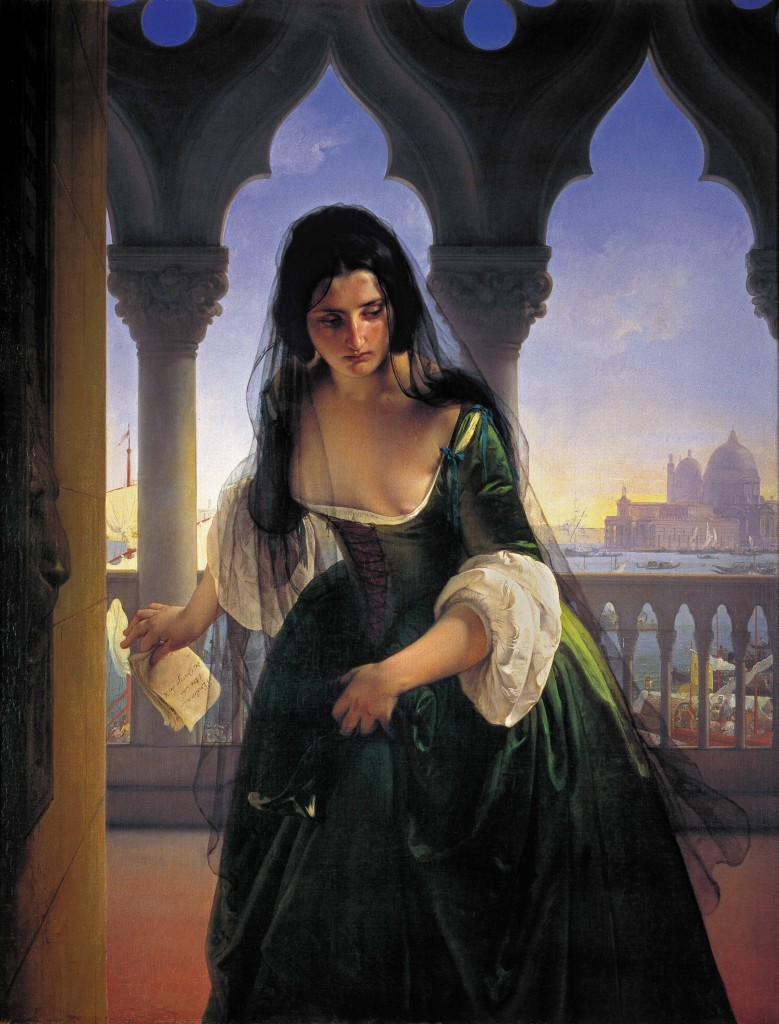
《秘密指控》（1847–1848），153x120cm

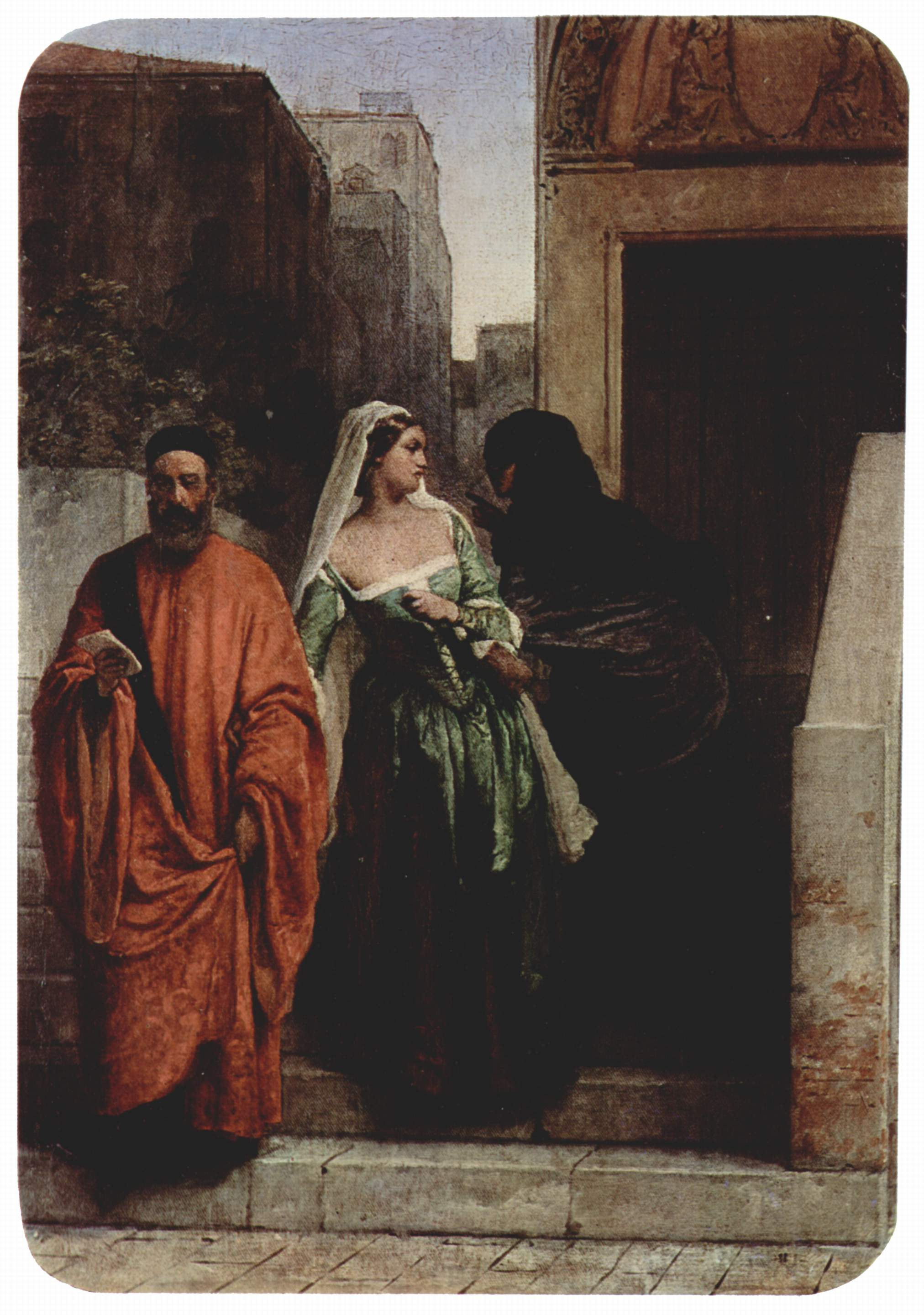
《对手的复仇》（1853），55x40cm

复仇三联画（義大利語：Trittico della Vendetta）是意大利艺术家弗朗西斯科·哈耶兹的三幅油画，创作于在19世纪中期。 画作表现一个名叫玛丽亚的女人，对背叛她的情人的报复。

## 复仇宣誓
《复仇誓言》（“Consiglio alla ventetta”）创作于1851年，是第二部完成的作品，但表现的是剧情的第一集。现藏于维也纳的列支敦士登博物馆。画作表现玛丽亚的朋友雷切尔建议她用政治谴责来报复她的情人。

## 秘密指控
《秘密指控》（Accusa segreta）创作于1847年至1848年，是三部作品中首先完成的作品，表现的是剧情的第二集。现藏于帕维亚博物馆。画作表现玛丽亚匿名发信揭发她的情人。

## 对手的复仇
第三部作品（1853年）是《对手的复仇》（“La vendeta di una rivale”）或《威尼斯女人》（“Le veneziane”）。在第三部，玛丽亚对自己的行为后悔，并试图中止她的揭发。